# Preding
Preding osztrák mezőváros Stájerország Deutschlandsbergi járásában. 2017 januárjában 1747 lakosa volt. 

## Elhelyezkedése

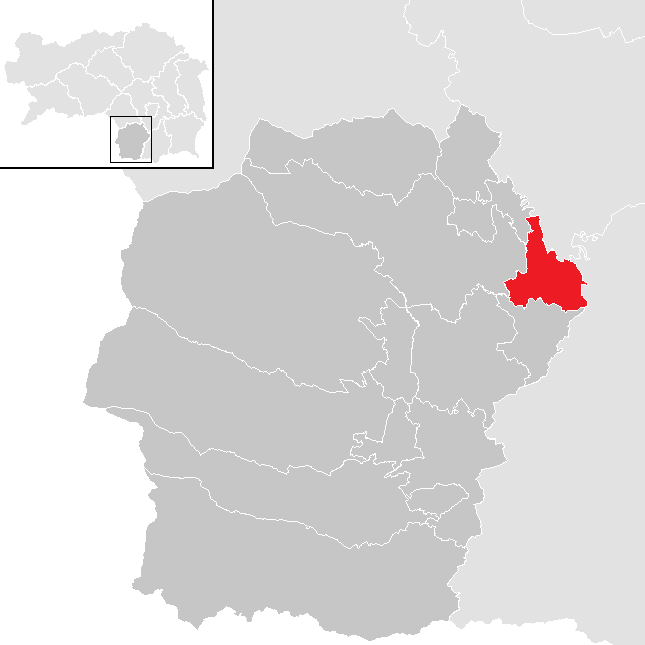
Preding a Deutschlandsbergi járásban

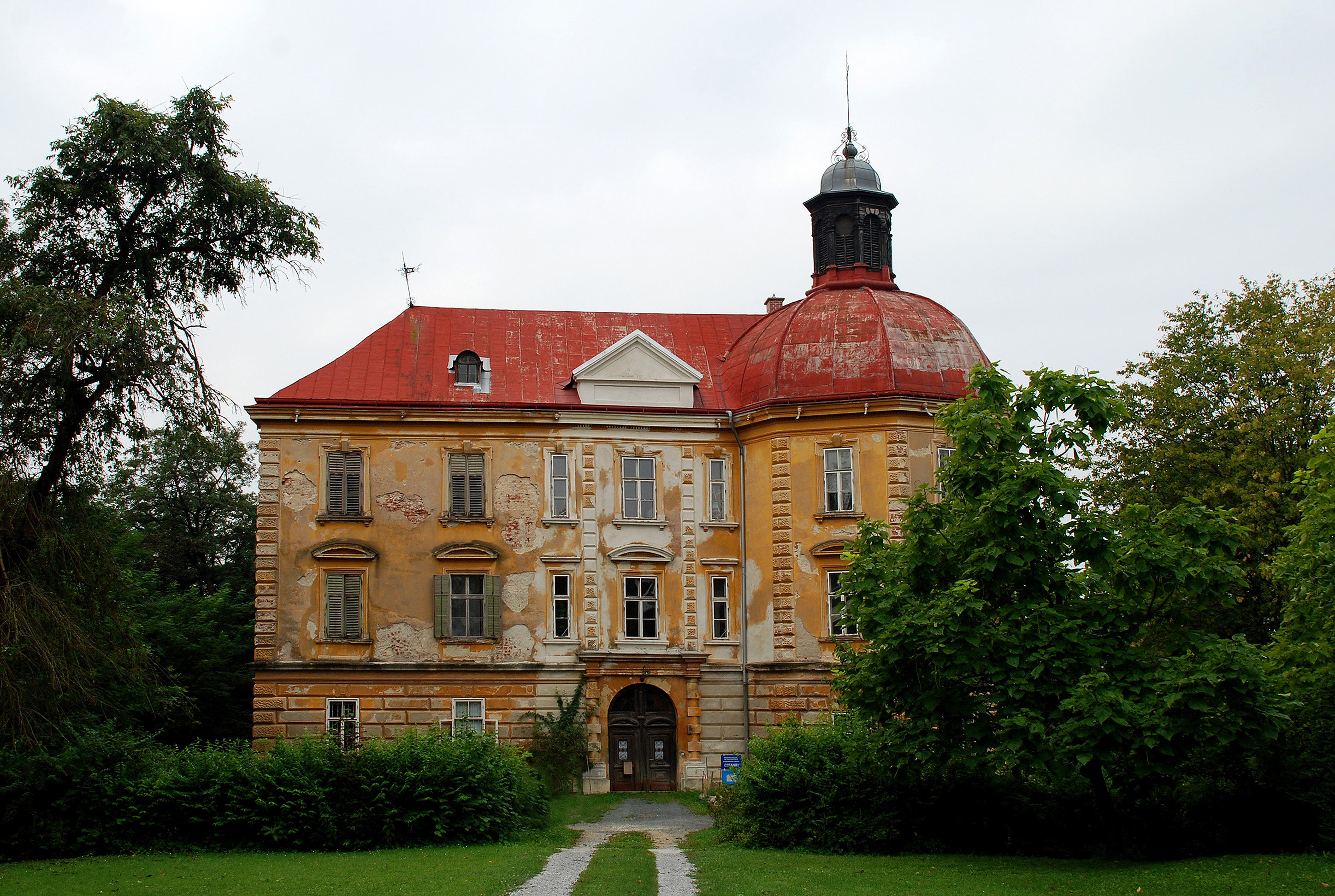
A Hornegg-kastély

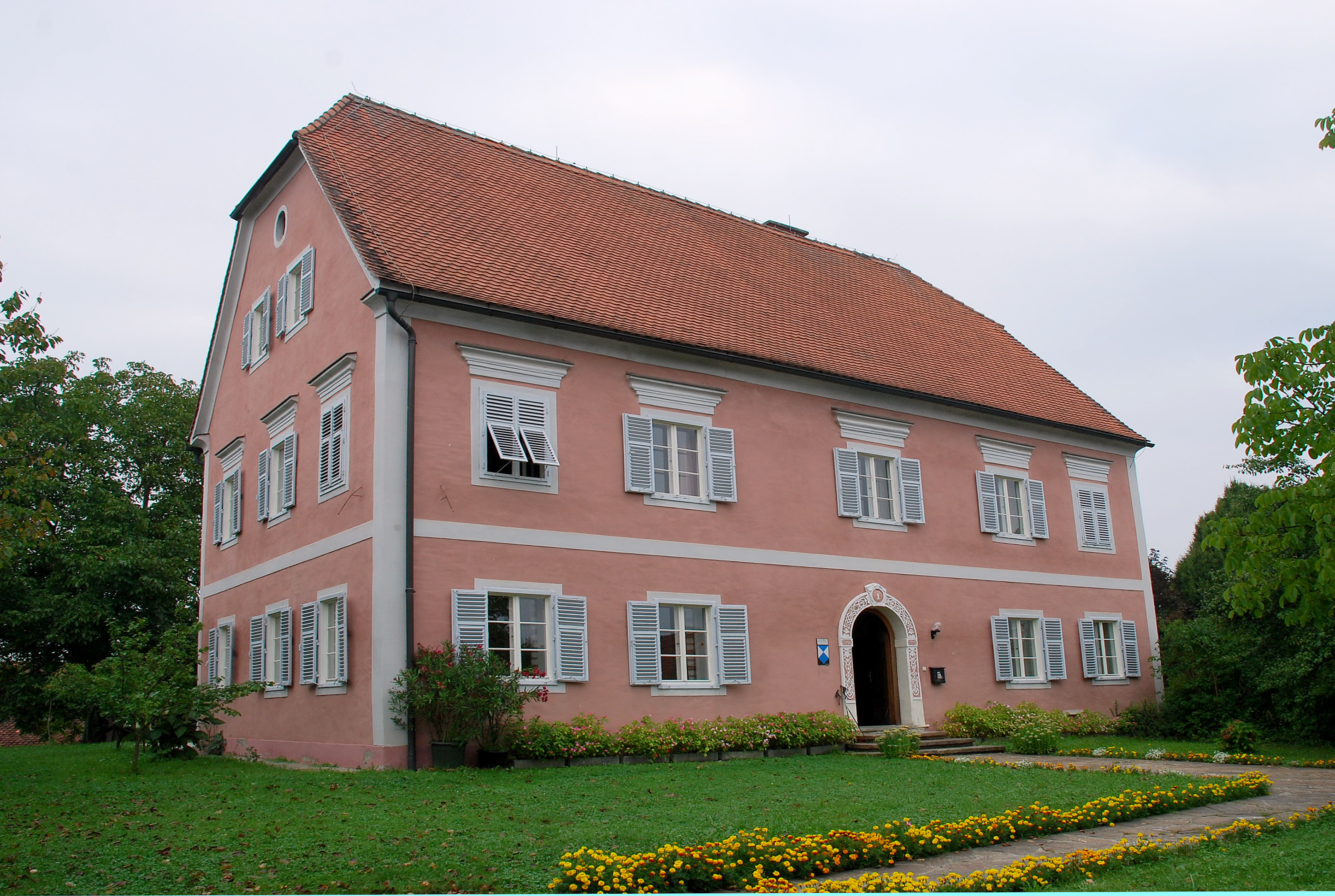
A 18. századi paplak

Preding a tartomány déli részén fekszik a Nyugat-Stájerország régió dombvidékén, kb 30 km-re délnyugatra Graztól. Az önkormányzat 3 katasztrális községben (Preding - 453,94 hektár, Tobis - 1005,77 ha, Wieselsdorf - 362,92 ha) 5 falut és egyéb települést fog össze: Klein-Preding (94 lakos), Preding (1006), Tobis (331), Tobisberg (82), Wieselsdorf (215).
A környező települések: délre Wettmannstätten, nyugatra Stainz, északnyugatra Sankt Josef, északkeletre Dobl-Zwaring, keletre Hengsberg, délkeletre Sankt Nikolai im Sausal.  

## Története
A harmincéves háború (1618-1648) során a predingi fuvarosok egyfajta konzorciumba tömörülve szállítottak a császári hadsereg számára a Német-római Birodalom egész területén. 
1928-ig Preding és Tobis községek a Wildoni járáshoz tartoztak; ekkor átkerültek a Deutschlandsbergi járásba. 
1934 nyarán a nemzetiszocialisták az ún. júliusi puccsal megpróbálták megdönteni az osztrák kormányt. Predinget is megszállták a fegyveres nácik. Vezetőjük, Kurt Chibidziura fellobogóztatta a házakat az új nemzetiszocialista kormány tiszteletére, átkutatta a "kormány ellenségeinek" házait és elkobozta a katolikus otthont. Személyesen lőtt le két csendőrt, akik megpróbálták megakadályozni a postahivatal elfoglalását; azok súlyosan megsérültek. A mintegy 300 NSDAP-tag és náciszimpatizáns teljesen hatalmába kerítette a mezővárost, míg a kormánycsapatok meg nem érkeztek. Még ekkor sem vonultak vissza, mint más településeken, hanem rövid tűzpárbajt vívtak velük. A puccs bukása után 60 főt tartóztattak le, 15-en (köztük Chibidziura) Jugoszláviába menekültek. 
1952-ben Preding és az addig önálló Tobis önkormányzata egyesült. 1969-ben Wieselsdorf és a St. Josefhez tartozó Tobisegg katasztrális község egy része csatlakozott. 

## Lakosság
A predingi önkormányzat területén 2017 januárjában 1747 fő élt. A lakosság 1961 óta (akkor 1392 fő) folyamatosan gyarapodik. 2014-ben a helybeliek 97,2%-a volt osztrák állampolgár; a külföldiek közül 1,3% régi EU-tagállamból (2004 előtti), 1% új EU-tagállamból, 0,2% pedig Szerbiából, Boszniából vagy Törökországból érkezett. A munkanélküliség 3,3%-os volt.

## Látnivalók

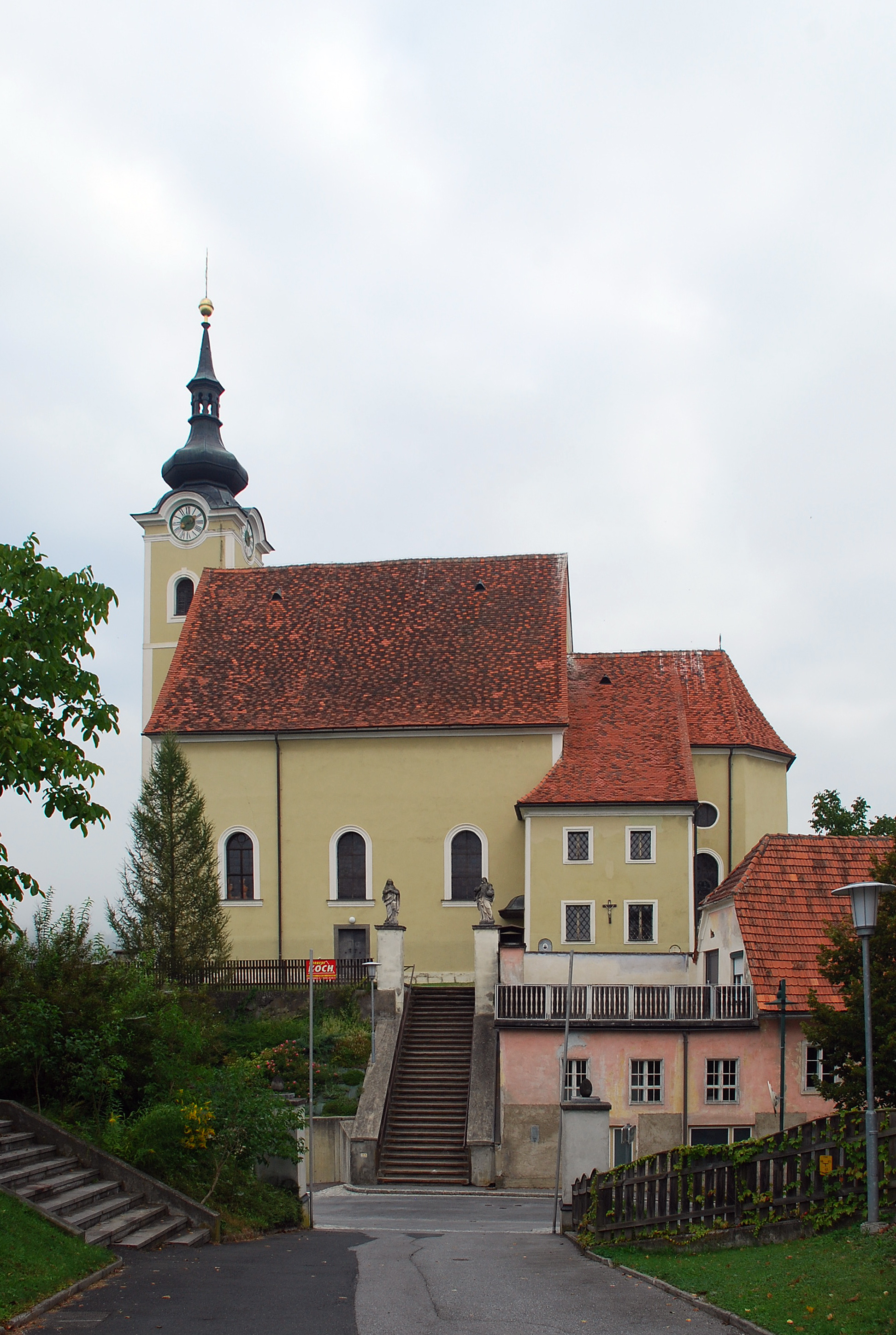
A predingi plébániatemplom

- a Szűz Mária-plébániatemplom mai formájában 1532 után épült, amikor a törökök elpusztították. 1699-ben és 1743-ban átépítették, de gótikus formája megmaradt.
- az 1753-ban épült paplak
- a Klein Preding-i Mária-kápolna
- a tobisi Hornegg-kastély ma formáját 1875-ben nyerte el.
- a 18. századi Mária-szobor Jézussal és Szt. Jánossal Tobisban
- a vasútállomásról indul a Flascherlzug nosztalgiajárat
- szomszédos  Wettmannstättennel közös határon látogatható egy kis állatkert.
- a predingi tökfesztivált minden évben augusztus végén vagy szeptember elején rendezik
- Predingtől északra az erőben található a Heilige Rinn’ forrás, amelynek vizét gyógyhatásúnak mondják

## Testvértelepülések
- Venzone, Olaszország
- Starše, Szlovénia

## Fordítás
- Ez a szócikk részben vagy egészben  a   Deutschlandsberg című német Wikipédia-szócikk ezen változatának fordításán alapul.  Az eredeti cikk szerkesztőit annak laptörténete sorolja fel. Ez a jelzés csupán a megfogalmazás eredetét és a szerzői jogokat jelzi, nem szolgál a cikkben szereplő információk forrásmegjelöléseként.